# 托马斯·阿尔斯高
托马斯·阿尔斯高（挪威語：Thomas Alsgaard，1972年1月10日—），挪威男子越野滑雪运动员。他曾代表挪威参加1994年、1998年和2002年冬季奥林匹克运动会越野滑雪比赛，共获得五枚金牌和一枚银牌。